# 이민우 (1921년)
이민우(李敏雨, 1921년 ~ 1993년 12월 9일)는 대한민국의 육군 군인, 관료이다. 육군사관학교 2기 출신이며, 1974년 12월 17일부터 1978년 10월 2일까지 대한민국 제17대 국방부 차관을 지냈다.

## 학력
- 1946년 조선국방경비사관학교 2기 졸업
- 1947년 조선경비보병학교 졸업
- 1948년 통위부 보병학교 졸업
- 1949년 대한민국 육군보병학교 졸업
- 1952년 대한민국 육군포병학교 졸업
- 1956년 대한민국 국방대학교 행정학사 1기